# Doommetal
Doommetal is een metalgenre met een langzaam en duister geluid, bedoeld om een sfeer op te wekken van duisternis, wanhoop, leegte en verdoemenis. Deze doemmuziek wordt vaak geassocieerd met het werk van Black Sabbath, die als de voorlopers van het genre worden gezien. Doommetal is halverwege de jaren 80 ontstaan.

## Geschiedenis
Aanvankelijk werd doommetal neergezet als een terugkeer naar de tijd van de band Black Sabbath; het grotere publiek was namelijk meer geïnteresseerd in energiekere genres als thrashmetal en hairmetal.
Doommetal werd bekend door de Zweedse band Candlemass. Hun debuutalbum 'Epicus Doomicus Metallicus' (1986) vormt een belangrijk album binnen het genre. Ruim twee jaar daarvoor, in 1984, bracht de Amerikaanse band Saint Vitus al hun debuutalbum uit dat veel gelijkenis vertoonde met Black Sabbath. De muziek van Saint Vitus is van invloed geweest op die van andere doommetalbands. In datzelfde jaar bracht de christelijke doomband Trouble haar debuut Psalm 9 uit.
Begin jaren 90 werd doommetal populairder en ontstonden er twee stijlen: stonermetal gebaseerd op de old school uit de jaren 70 en sludgemetal (ontstaan in New Orleans) als mix van hardcore punk en doommetal.

## Varianten
Subgenres van doommetal zijn onder meer gothic metal, doomdeath en dronedoom.

### Gothic metal
Gothic metal is in de jaren 90 ontsproten uit de doommetal toen er meer bands gebruik gingen maken van strijkinstrumenten, keyboards en vrouwelijke zang. Aan de trage riffs werden dan vrouwelijke en Gregoriaanse zang en melodieuze keyboardklanken toegevoegd. Sfeer lijkt belangrijker dan techniek en tekst, de muziek klinkt vrouwelijker dan doommetal. Gothic metal uit Scandinavië is wat minder stil en langzaam en daar worden meer speciale geluidseffecten toegepast.
Bands als Paradise Lost, Anathema, My Dying Bride,  Tristania, Theatre of Tragedy en The Gathering waren de pioniers. Overige bekende bands zijn Ashes You Leave en Sirenia.

### Doomdeath
Doomdeath (soms ook deathdoom of death/doom) is een cross-over van doommetal en deathmetal.
Bands in het doomdeath-genre combineren het lage tempo en de atmosferische sfeer van doommetal met de zware vocalen en distortion van deathmetal. Teksten zijn over het algemeen pessimistisch van aard.
In de jaren 80 werd uit de thrashmetal de deathmetal ontwikkeld. Al snel waren er bands die dit mengden met traditionele doommetal. De Nederlandse bands Sempiternal Deathreign, Delirium en Asphyx speelden hierin een rol. In de jaren 90 werd het genre bekend door onder andere 'de grote drie' van de Britse death/doom-scene: Anathema, My Dying Bride en Paradise Lost.
Bij de Finse bands Thergothon, Unholy en Skepticism werden de riffs en drumpatronen steeds trager en de muziek steeds onconventioneler. Deze nog loggere afgeleide wordt wel funeraldoom (begrafenis-doemmuziek) genoemd.

### Dronedoom
Dronedoom is een traag en zwaar klinkende afgeleide van doommetal. Deze minimalistische muziek kent invloeden vanuit de noise en ambient en roept vaak een melancholische sfeer op van wanhoop of leegte.
Dronedoom wordt vaak alleen met gitaar en basgitaar gespeeld, zang en drum ontbreken veelal. In de nummers worden meestal één of twee riffs herhaald, vergezeld door ambientgeluiden op de achtergrond en zonder beats of ritmes. Als er zang in voorkomt, is het meestal grunt. Meestal duurt een nummer tussen de tien en dertig minuten. Ook zijn er albums die uit één lang nummer bestaan. De muziek kan worden gedraaid om op te mediteren, ontspannen of slapen.
Het genre dronedoom is ontstaan in de jaren 90. Pionier is de band Earth. Een gezichtsbepalende band voor het genre is Sunn O))) (waarvan de bandleden weer door de muziek van Earth werden geïnspireerd).